# 1754
Portal Geschichte | Portal Biografien | Aktuelle Ereignisse | Jahreskalender | Tagesartikel

◄ |
17. Jahrhundert |
18. Jahrhundert
| 19. Jahrhundert | ►

◄ |
1720er |
1730er |
1740er |
1750er
| 1760er | 1770er | 1780er | ►

◄◄ |
◄ |
1750 |
1751 |
1752 |
1753 |
1754
| 1755 | 1756 | 1757 | 1758 | ► | ►►
Staatsoberhäupter  · Nekrolog   · Musikjahr
| Januar | Januar | Januar | Januar | Januar | Januar | Januar | Januar |
| Kw     | Mo     | Di     | Mi     | Do     | Fr     | Sa     | So     |
| ------ | ------ | ------ | ------ | ------ | ------ | ------ | ------ |
| 1      |        | 1      | 2      | 3      | 4      | 5      | 6      |
| 2      | 7      | 8      | 9      | 10     | 11     | 12     | 13     |
| 3      | 14     | 15     | 16     | 17     | 18     | 19     | 20     |
| 4      | 21     | 22     | 23     | 24     | 25     | 26     | 27     |
| 5      | 28     | 29     | 30     | 31     |        |        |        |

| Februar | Februar | Februar | Februar | Februar | Februar | Februar | Februar |
| Kw      | Mo      | Di      | Mi      | Do      | Fr      | Sa      | So      |
| ------- | ------- | ------- | ------- | ------- | ------- | ------- | ------- |
| 5       |         |         |         |         | 1       | 2       | 3       |
| 6       | 4       | 5       | 6       | 7       | 8       | 9       | 10      |
| 7       | 11      | 12      | 13      | 14      | 15      | 16      | 17      |
| 8       | 18      | 19      | 20      | 21      | 22      | 23      | 24      |
| 9       | 25      | 26      | 27      | 28      |         |         |         |

| März | März | März | März | März | März | März | März |
| Kw   | Mo   | Di   | Mi   | Do   | Fr   | Sa   | So   |
| ---- | ---- | ---- | ---- | ---- | ---- | ---- | ---- |
| 9    |      |      |      |      | 1    | 2    | 3    |
| 10   | 4    | 5    | 6    | 7    | 8    | 9    | 10   |
| 11   | 11   | 12   | 13   | 14   | 15   | 16   | 17   |
| 12   | 18   | 19   | 20   | 21   | 22   | 23   | 24   |
| 13   | 25   | 26   | 27   | 28   | 29   | 30   | 31   |

| April | April | April | April | April | April | April | April |
| Kw    | Mo    | Di    | Mi    | Do    | Fr    | Sa    | So    |
| ----- | ----- | ----- | ----- | ----- | ----- | ----- | ----- |
| 14    | 1     | 2     | 3     | 4     | 5     | 6     | 7     |
| 15    | 8     | 9     | 10    | 11    | 12    | 13    | 14    |
| 16    | 15    | 16    | 17    | 18    | 19    | 20    | 21    |
| 17    | 22    | 23    | 24    | 25    | 26    | 27    | 28    |
| 18    | 29    | 30    |       |       |       |       |       |

| Mai | Mai | Mai | Mai | Mai | Mai | Mai | Mai |
| Kw  | Mo  | Di  | Mi  | Do  | Fr  | Sa  | So  |
| 18  |     |     | 1   | 2   | 3   | 4   | 5   |
| 19  | 6   | 7   | 8   | 9   | 10  | 11  | 12  |
| 20  | 13  | 14  | 15  | 16  | 17  | 18  | 19  |
| 21  | 20  | 21  | 22  | 23  | 24  | 25  | 26  |
| 22  | 27  | 28  | 29  | 30  | 31  |     |     |
| --- | --- | --- | --- | --- | --- | --- | --- |

| Juni | Juni | Juni | Juni | Juni | Juni | Juni | Juni |
| Kw   | Mo   | Di   | Mi   | Do   | Fr   | Sa   | So   |
| ---- | ---- | ---- | ---- | ---- | ---- | ---- | ---- |
| 22   |      |      |      |      |      | 1    | 2    |
| 23   | 3    | 4    | 5    | 6    | 7    | 8    | 9    |
| 24   | 10   | 11   | 12   | 13   | 14   | 15   | 16   |
| 25   | 17   | 18   | 19   | 20   | 21   | 22   | 23   |
| 26   | 24   | 25   | 26   | 27   | 28   | 29   | 30   |

| Juli | Juli | Juli | Juli | Juli | Juli | Juli | Juli |
| Kw   | Mo   | Di   | Mi   | Do   | Fr   | Sa   | So   |
| ---- | ---- | ---- | ---- | ---- | ---- | ---- | ---- |
| 27   | 1    | 2    | 3    | 4    | 5    | 6    | 7    |
| 28   | 8    | 9    | 10   | 11   | 12   | 13   | 14   |
| 29   | 15   | 16   | 17   | 18   | 19   | 20   | 21   |
| 30   | 22   | 23   | 24   | 25   | 26   | 27   | 28   |
| 31   | 29   | 30   | 31   |      |      |      |      |

| August | August | August | August | August | August | August | August |
| Kw     | Mo     | Di     | Mi     | Do     | Fr     | Sa     | So     |
| ------ | ------ | ------ | ------ | ------ | ------ | ------ | ------ |
| 31     |        |        |        | 1      | 2      | 3      | 4      |
| 32     | 5      | 6      | 7      | 8      | 9      | 10     | 11     |
| 33     | 12     | 13     | 14     | 15     | 16     | 17     | 18     |
| 34     | 19     | 20     | 21     | 22     | 23     | 24     | 25     |
| 35     | 26     | 27     | 28     | 29     | 30     | 31     |        |

| September | September | September | September | September | September | September | September |
| Kw        | Mo        | Di        | Mi        | Do        | Fr        | Sa        | So        |
| --------- | --------- | --------- | --------- | --------- | --------- | --------- | --------- |
| 35        |           |           |           |           |           |           | 1         |
| 36        | 2         | 3         | 4         | 5         | 6         | 7         | 8         |
| 37        | 9         | 10        | 11        | 12        | 13        | 14        | 15        |
| 38        | 16        | 17        | 18        | 19        | 20        | 21        | 22        |
| 39        | 23        | 24        | 25        | 26        | 27        | 28        | 29        |
| 40        | 30        |           |           |           |           |           |           |

| Oktober | Oktober | Oktober | Oktober | Oktober | Oktober | Oktober | Oktober |
| Kw      | Mo      | Di      | Mi      | Do      | Fr      | Sa      | So      |
| ------- | ------- | ------- | ------- | ------- | ------- | ------- | ------- |
| 40      |         | 1       | 2       | 3       | 4       | 5       | 6       |
| 41      | 7       | 8       | 9       | 10      | 11      | 12      | 13      |
| 42      | 14      | 15      | 16      | 17      | 18      | 19      | 20      |
| 43      | 21      | 22      | 23      | 24      | 25      | 26      | 27      |
| 44      | 28      | 29      | 30      | 31      |         |         |         |

| November | November | November | November | November | November | November | November |
| Kw       | Mo       | Di       | Mi       | Do       | Fr       | Sa       | So       |
| -------- | -------- | -------- | -------- | -------- | -------- | -------- | -------- |
| 44       |          |          |          |          | 1        | 2        | 3        |
| 45       | 4        | 5        | 6        | 7        | 8        | 9        | 10       |
| 46       | 11       | 12       | 13       | 14       | 15       | 16       | 17       |
| 47       | 18       | 19       | 20       | 21       | 22       | 23       | 24       |
| 48       | 25       | 26       | 27       | 28       | 29       | 30       |          |

| Dezember | Dezember | Dezember | Dezember | Dezember | Dezember | Dezember | Dezember |
| Kw       | Mo       | Di       | Mi       | Do       | Fr       | Sa       | So       |
| -------- | -------- | -------- | -------- | -------- | -------- | -------- | -------- |
| 48       |          |          |          |          |          |          | 1        |
| 49       | 2        | 3        | 4        | 5        | 6        | 7        | 8        |
| 50       | 9        | 10       | 11       | 12       | 13       | 14       | 15       |
| 51       | 16       | 17       | 18       | 19       | 20       | 21       | 22       |
| 52       | 23       | 24       | 25       | 26       | 27       | 28       | 29       |
| 1        | 30       | 31       |          |          |          |          |          |

| Januar | Januar | Januar | Januar | Januar | Januar | Januar | Januar |
| Kw     | Mo     | Di     | Mi     | Do     | Fr     | Sa     | So     |
| ------ | ------ | ------ | ------ | ------ | ------ | ------ | ------ |
| 1      |        | 1      | 2      | 3      | 4      | 5      | 6      |
| 2      | 7      | 8      | 9      | 10     | 11     | 12     | 13     |
| 3      | 14     | 15     | 16     | 17     | 18     | 19     | 20     |
| 4      | 21     | 22     | 23     | 24     | 25     | 26     | 27     |
| 5      | 28     | 29     | 30     | 31     |        |        |        |

| Februar | Februar | Februar | Februar | Februar | Februar | Februar | Februar |
| Kw      | Mo      | Di      | Mi      | Do      | Fr      | Sa      | So      |
| ------- | ------- | ------- | ------- | ------- | ------- | ------- | ------- |
| 5       |         |         |         |         | 1       | 2       | 3       |
| 6       | 4       | 5       | 6       | 7       | 8       | 9       | 10      |
| 7       | 11      | 12      | 13      | 14      | 15      | 16      | 17      |
| 8       | 18      | 19      | 20      | 21      | 22      | 23      | 24      |
| 9       | 25      | 26      | 27      | 28      |         |         |         |

| März | März | März | März | März | März | März | März |
| Kw   | Mo   | Di   | Mi   | Do   | Fr   | Sa   | So   |
| ---- | ---- | ---- | ---- | ---- | ---- | ---- | ---- |
| 9    |      |      |      |      | 1    | 2    | 3    |
| 10   | 4    | 5    | 6    | 7    | 8    | 9    | 10   |
| 11   | 11   | 12   | 13   | 14   | 15   | 16   | 17   |
| 12   | 18   | 19   | 20   | 21   | 22   | 23   | 24   |
| 13   | 25   | 26   | 27   | 28   | 29   | 30   | 31   |

| April | April | April | April | April | April | April | April |
| Kw    | Mo    | Di    | Mi    | Do    | Fr    | Sa    | So    |
| ----- | ----- | ----- | ----- | ----- | ----- | ----- | ----- |
| 14    | 1     | 2     | 3     | 4     | 5     | 6     | 7     |
| 15    | 8     | 9     | 10    | 11    | 12    | 13    | 14    |
| 16    | 15    | 16    | 17    | 18    | 19    | 20    | 21    |
| 17    | 22    | 23    | 24    | 25    | 26    | 27    | 28    |
| 18    | 29    | 30    |       |       |       |       |       |

| Mai | Mai | Mai | Mai | Mai | Mai | Mai | Mai |
| Kw  | Mo  | Di  | Mi  | Do  | Fr  | Sa  | So  |
| 18  |     |     | 1   | 2   | 3   | 4   | 5   |
| 19  | 6   | 7   | 8   | 9   | 10  | 11  | 12  |
| 20  | 13  | 14  | 15  | 16  | 17  | 18  | 19  |
| 21  | 20  | 21  | 22  | 23  | 24  | 25  | 26  |
| 22  | 27  | 28  | 29  | 30  | 31  |     |     |
| --- | --- | --- | --- | --- | --- | --- | --- |

| Juni | Juni | Juni | Juni | Juni | Juni | Juni | Juni |
| Kw   | Mo   | Di   | Mi   | Do   | Fr   | Sa   | So   |
| ---- | ---- | ---- | ---- | ---- | ---- | ---- | ---- |
| 22   |      |      |      |      |      | 1    | 2    |
| 23   | 3    | 4    | 5    | 6    | 7    | 8    | 9    |
| 24   | 10   | 11   | 12   | 13   | 14   | 15   | 16   |
| 25   | 17   | 18   | 19   | 20   | 21   | 22   | 23   |
| 26   | 24   | 25   | 26   | 27   | 28   | 29   | 30   |

| Juli | Juli | Juli | Juli | Juli | Juli | Juli | Juli |
| Kw   | Mo   | Di   | Mi   | Do   | Fr   | Sa   | So   |
| ---- | ---- | ---- | ---- | ---- | ---- | ---- | ---- |
| 27   | 1    | 2    | 3    | 4    | 5    | 6    | 7    |
| 28   | 8    | 9    | 10   | 11   | 12   | 13   | 14   |
| 29   | 15   | 16   | 17   | 18   | 19   | 20   | 21   |
| 30   | 22   | 23   | 24   | 25   | 26   | 27   | 28   |
| 31   | 29   | 30   | 31   |      |      |      |      |

| August | August | August | August | August | August | August | August |
| Kw     | Mo     | Di     | Mi     | Do     | Fr     | Sa     | So     |
| ------ | ------ | ------ | ------ | ------ | ------ | ------ | ------ |
| 31     |        |        |        | 1      | 2      | 3      | 4      |
| 32     | 5      | 6      | 7      | 8      | 9      | 10     | 11     |
| 33     | 12     | 13     | 14     | 15     | 16     | 17     | 18     |
| 34     | 19     | 20     | 21     | 22     | 23     | 24     | 25     |
| 35     | 26     | 27     | 28     | 29     | 30     | 31     |        |

| September | September | September | September | September | September | September | September |
| Kw        | Mo        | Di        | Mi        | Do        | Fr        | Sa        | So        |
| --------- | --------- | --------- | --------- | --------- | --------- | --------- | --------- |
| 35        |           |           |           |           |           |           | 1         |
| 36        | 2         | 3         | 4         | 5         | 6         | 7         | 8         |
| 37        | 9         | 10        | 11        | 12        | 13        | 14        | 15        |
| 38        | 16        | 17        | 18        | 19        | 20        | 21        | 22        |
| 39        | 23        | 24        | 25        | 26        | 27        | 28        | 29        |
| 40        | 30        |           |           |           |           |           |           |

| Oktober | Oktober | Oktober | Oktober | Oktober | Oktober | Oktober | Oktober |
| Kw      | Mo      | Di      | Mi      | Do      | Fr      | Sa      | So      |
| ------- | ------- | ------- | ------- | ------- | ------- | ------- | ------- |
| 40      |         | 1       | 2       | 3       | 4       | 5       | 6       |
| 41      | 7       | 8       | 9       | 10      | 11      | 12      | 13      |
| 42      | 14      | 15      | 16      | 17      | 18      | 19      | 20      |
| 43      | 21      | 22      | 23      | 24      | 25      | 26      | 27      |
| 44      | 28      | 29      | 30      | 31      |         |         |         |

| November | November | November | November | November | November | November | November |
| Kw       | Mo       | Di       | Mi       | Do       | Fr       | Sa       | So       |
| -------- | -------- | -------- | -------- | -------- | -------- | -------- | -------- |
| 44       |          |          |          |          | 1        | 2        | 3        |
| 45       | 4        | 5        | 6        | 7        | 8        | 9        | 10       |
| 46       | 11       | 12       | 13       | 14       | 15       | 16       | 17       |
| 47       | 18       | 19       | 20       | 21       | 22       | 23       | 24       |
| 48       | 25       | 26       | 27       | 28       | 29       | 30       |          |

| Dezember | Dezember | Dezember | Dezember | Dezember | Dezember | Dezember | Dezember |
| Kw       | Mo       | Di       | Mi       | Do       | Fr       | Sa       | So       |
| -------- | -------- | -------- | -------- | -------- | -------- | -------- | -------- |
| 48       |          |          |          |          |          |          | 1        |
| 49       | 2        | 3        | 4        | 5        | 6        | 7        | 8        |
| 50       | 9        | 10       | 11       | 12       | 13       | 14       | 15       |
| 51       | 16       | 17       | 18       | 19       | 20       | 21       | 22       |
| 52       | 23       | 24       | 25       | 26       | 27       | 28       | 29       |
| 1        | 30       | 31       |          |          |          |          |          |

## Ereignisse

### Politik und Weltgeschehen

#### Nordamerika

Nordamerika während des Franzosen- und Indianerkriegs 1754–1763

- 17. April: Nordamerikanische Kolonien: Die Franzosen vertreiben britische Truppen aus der Gegend des heutigen Pittsburgh in Pennsylvania, wo diese ein Fort errichten wollten, und errichten dort Fort Duquesne.
- 28. Mai: Mit dem Gefecht von Jumonville Glen beginnt der Franzosen- und Indianerkrieg in Nordamerika. Mit den Irokesen verbündete Britische Milizen aus der Kolonie Virginia unter dem Befehl des jungen Offiziers George Washington besiegen einen französischen Trupp. Der französische Kommandant Joseph de Jumonville kommt unter bis heute nicht völlig geklärten Umständen ums Leben. Wahrscheinlich wird er nach der Schlacht von dem Seneca-Führer Tanaghrisson erschlagen, um einen Friedensschluss zwischen Briten und Franzosen zu verhindern.
- Am 3. Juli schließen zahlenmäßig überlegene französische Einheiten aus Fort Duquesne Washingtons Truppen in dem hastig errichteten Fort Necessity ein und erzwingen ihre Kapitulation gegen freien Abzug.

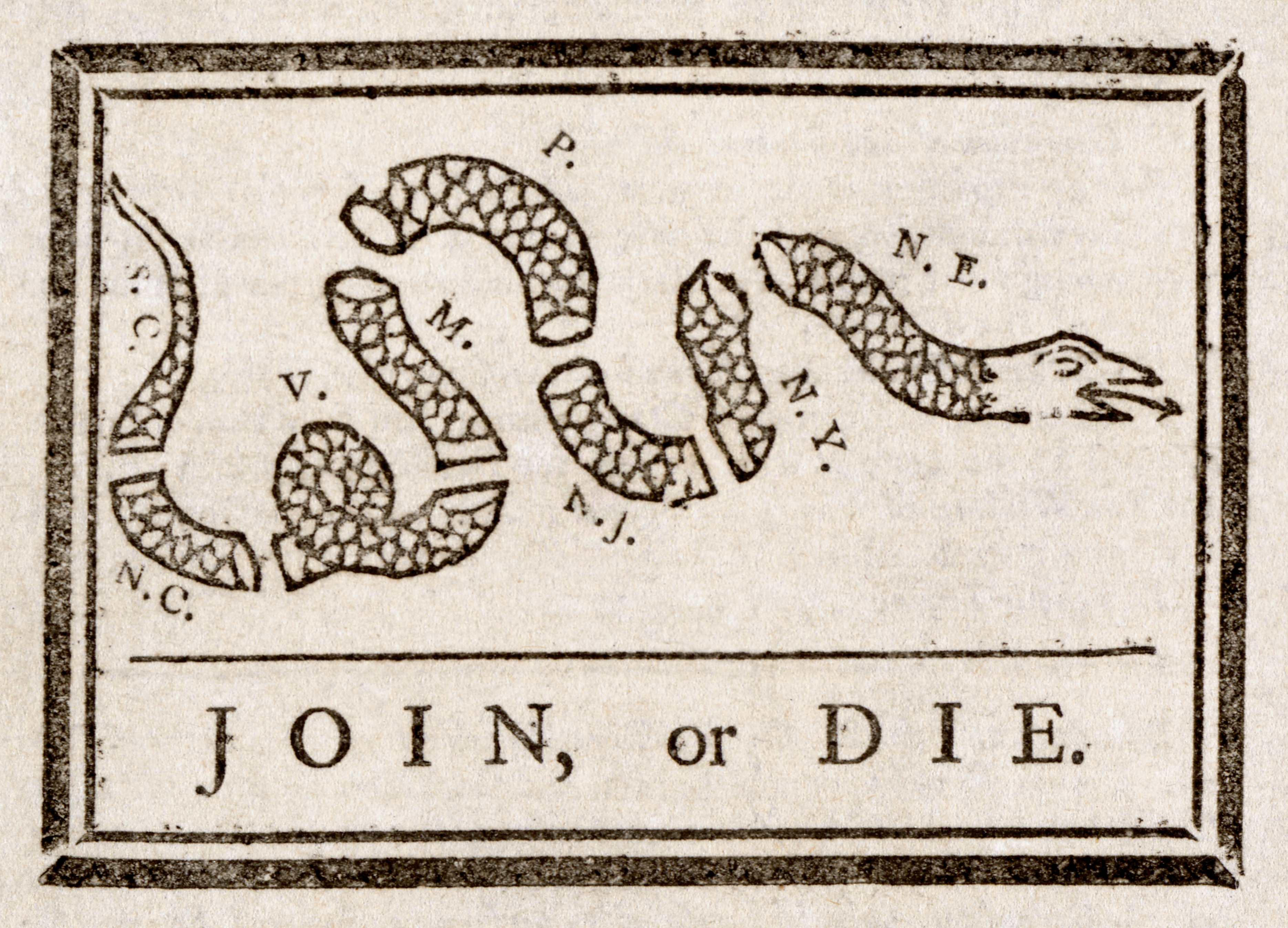
Cartoon Benjamin Franklins vom 9. Mai, mit dem er für die Einigkeit der Kolonien wirbt

- 19. Juni bis 11. Juli: Auf dem Albany-Kongress treffen einander Vertreter der britischen Kolonien in Nordamerika sowie der Irokesenliga in der Stadt Albany in der Kolonie New York: Den Verhandlungen ist die Aufkündigung der seit 1677 existierenden Covenant Chain, eines britisch-irokesischen Bündnisses gegen die Franzosen in Neufrankreich, durch die Mohawks vorangegangen. Wegen des sich abzeichnenden Franzosen- und Indianerkriegs wollen die Briten über das Verhältnis der britischen Kolonien zu den indianischen Stämmen und den Franzosen verhandeln und unternehmen einen ersten Versuch zum Abschluss eines Unionsvertrags. Das Bündnis mit den Irokesen wird nach Zugeständnissen der Briten wiederhergestellt. Das Vorhaben einer engeren politischen Zusammenarbeit der Kolonien gestaltet sich hingegen schwierig. Virginia, die größte der britischen Kolonien, boykottiert den Kongress, auch North und South Carolina sowie New Jersey entsenden keine Teilnehmer. Ein federführend von Benjamin Franklin ausgearbeiteter Entwurf einer politischen Union der Kolonien wird von den angereisten Delegierten zwar verabschiedet, schließlich jedoch von keiner einzigen Kolonie ratifiziert. Trotzdem gilt der Albany-Kongress gemeinhin als Vorzeichen der später mit der amerikanischen Revolution tatsächlich vollzogenen Union der Vereinigten Staaten.

#### Osmanisches Reich

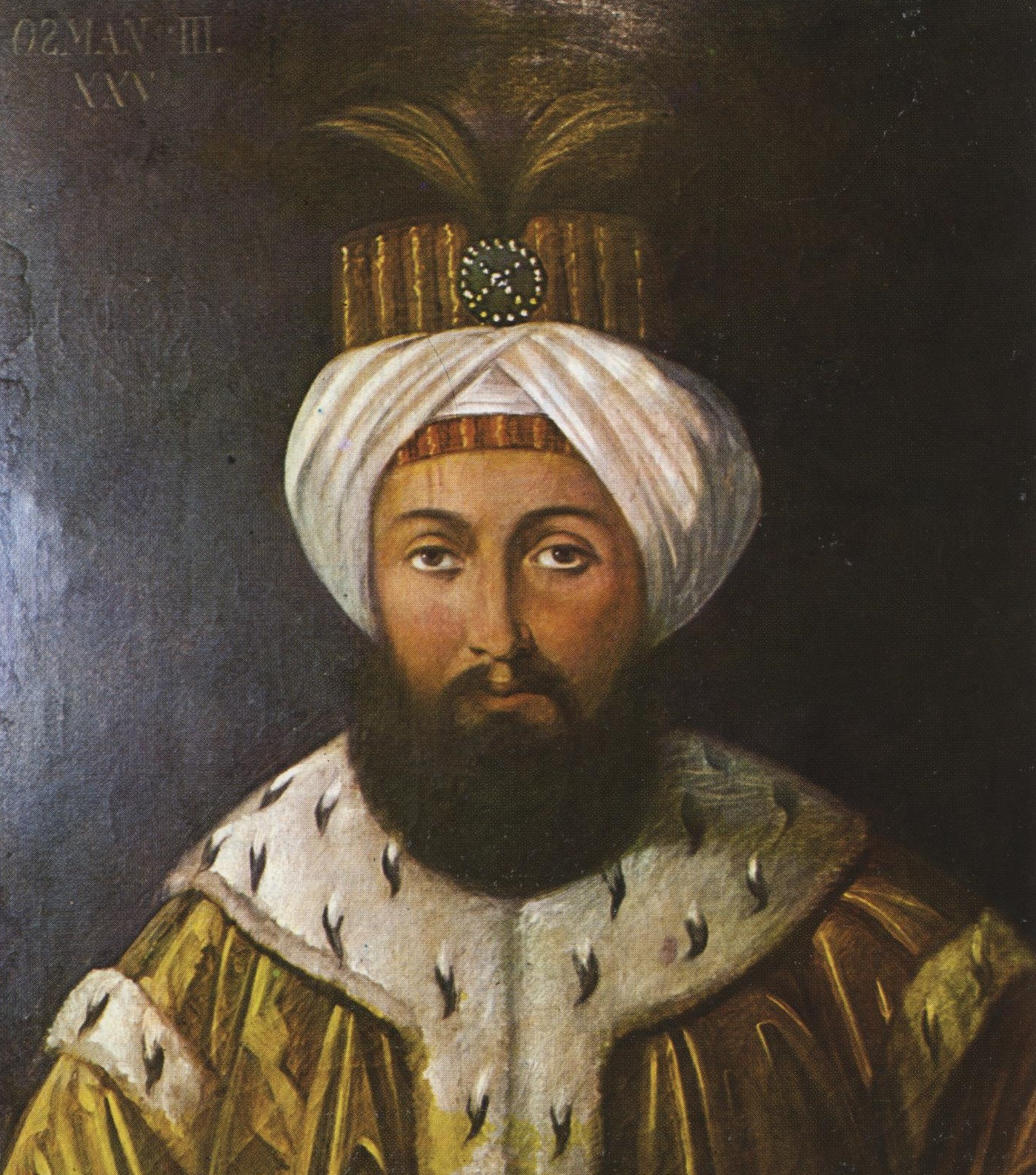
Osman III.

- 13. Dezember: Mahmud I., Sultan des Osmanischen Reiches, stirbt an einer Herzkrankheit. Nachfolger wird sein 55-jähriger Halbbruder Osman III., der seit seinem fünften Lebensjahr im Prinzengefängnis Kafes inhaftiert war und dabei nicht auf eine mögliche Regierung vorbereitet wurde. Die ständige latente Lebensgefahr und Isolation in der Haft haben sich auf seine psychische Gesundheit ebenso wie auf seine intellektuellen Fähigkeiten ausgewirkt. Die Schwertumgürtung findet am 22. Dezember statt.

#### Asien
- In Indien endet der seit 1751 andauernde Zweite Karnatische Krieg zwischen Großbritannien und Frankreich mit einer Niederlage der Franzosen. Oberbefehlshaber Joseph François Dupleix wird nach Frankreich zurückbeordert.

#### Europa
- Savoyen und Genf legen ihre gemeinsame Grenze im Vertrag von Turin fest.

### Wirtschaft
- 2. Juli: Der Leedes Intelligencer hat seine Erstausgabe in Leeds.
- Abraham und Caspar Kersten gründen in Elberfeld das Bankhaus Gebrüder Kersten.
- Herzog Karl I. von Braunschweig-Wolfenbüttel gründet die braunschweigische Landesbrandversicherungsanstalt nach dem Vorbild der Hamburger Feuerkasse.
- Die Ostfriesische Landschaftliche Brandkasse wird gegründet.
- In Ansbach erscheint erstmals die moralische Wochenschrift Der Freund, das Ergebnis der Zusammenkünfte eines Freundeskreises, zu dem unter anderem Johann Peter Uz, Johann Friedrich von Cronegk und Johann Zacharias Leonhard Junkheim gehören.

### Wissenschaft und Technik

#### Naturwissenschaften
- John Canton erkennt die elektrische Influenz, die er 1758 zeitgleich mit Johan Carl Wilcke erklären kann.
- Der schottische Arzt Joseph Black entdeckt das Kohlenstoffdioxid.

#### Lehre und Forschung
- 6. Mai: Dorothea Christiane Erxleben besteht ihre Doktorprüfung und wird als erste promovierte Frau auch erste Ärztin Deutschlands.
- 31. Oktober: Die Columbia University in New York wird als King’s College gegründet.
- Maria Theresia gründet auf Vorschlag von Wenzel Anton von Kaunitz-Rietberg die K.k. Akademie für Orientalische Sprachen in Wien, aus der sich mehr als 200 Jahre später die Diplomatische Akademie Wien entwickelt.
- Die Akademie gemeinnütziger Wissenschaften zu Erfurt wird gegründet.

#### Zedlers Universal-Lexicon
- Mit Band 68, dem vierten Supplementband, erscheint der letzte Band von Zedlers Universal-Lexicon.

### Kultur

#### Bildende Kunst
- Herzog Anton Ulrich von Braunschweig-Wolfenbüttel gründet das Herzog Anton Ulrich-Museum in Braunschweig, heute eines der größten und bedeutendsten Kunstmuseen in Deutschland. Im gleichen Jahr wird auch das herzogliche Kunst- und Naturalienkabinett eröffnet.
- Die Königlich Dänische Kunstakademie in Kopenhagen wird gegründet.
- In London wird die Royal Society of Arts gegründet.

#### Musik und Theater

##### Uraufführungen

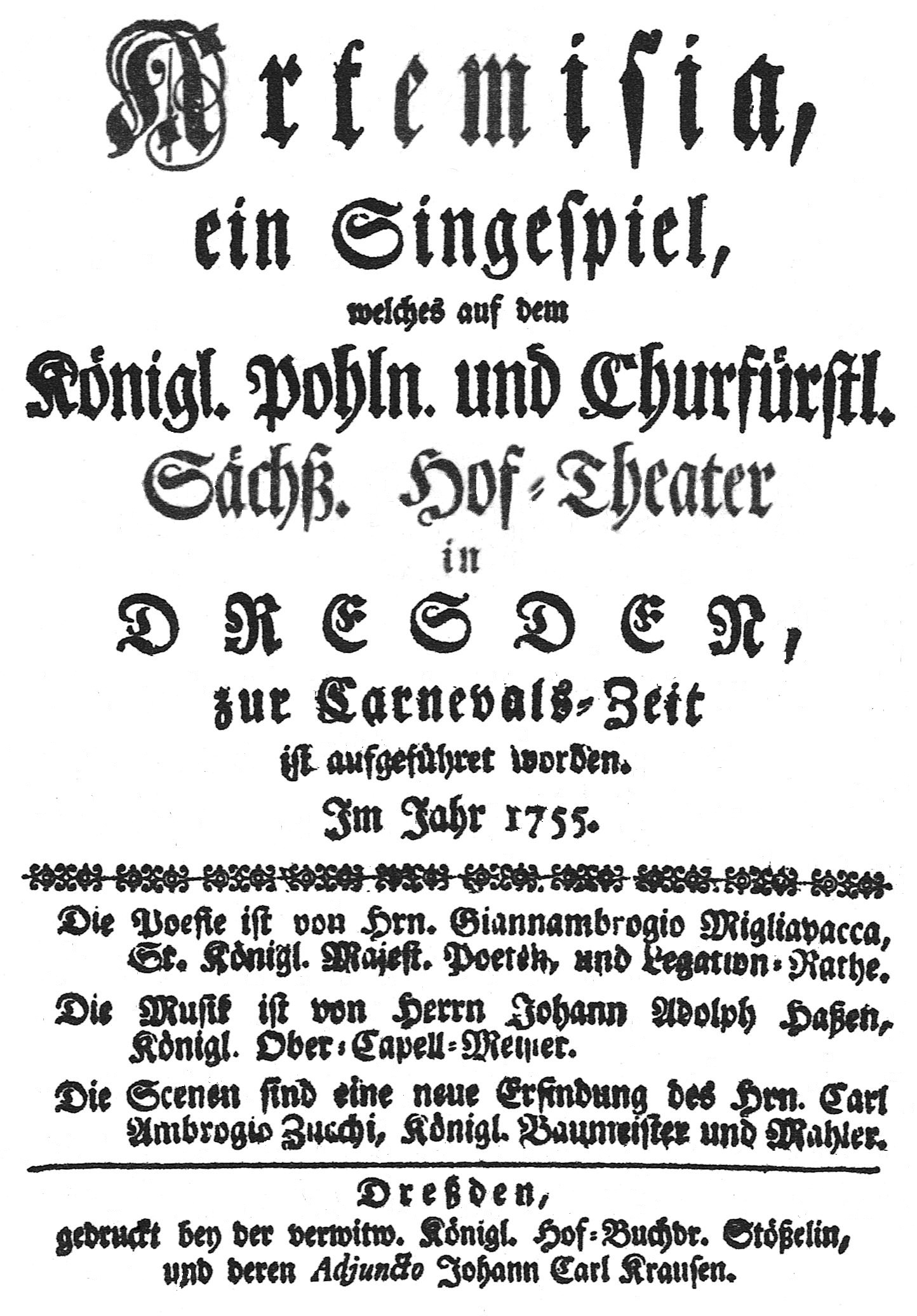
Erstausgabe des Librettos aus dem Jahr 1755

- 5. Februar: Die Barockoper Artemisia  von Johann Adolph Hasse nach einem Libretto von Giovanni Ambrogio Migliavacca wird am Opernhaus am Zwinger in Dresden uraufgeführt. Teresa Albuzzi-Todeschini singt die Titelrolle, weitere Rollen werden von Angelo Amorevoli und Giuseppe Belli gesungen. Im Schatten von Hasses letztjähriger Prachtoper Solimano geht das Werk allerdings unter.

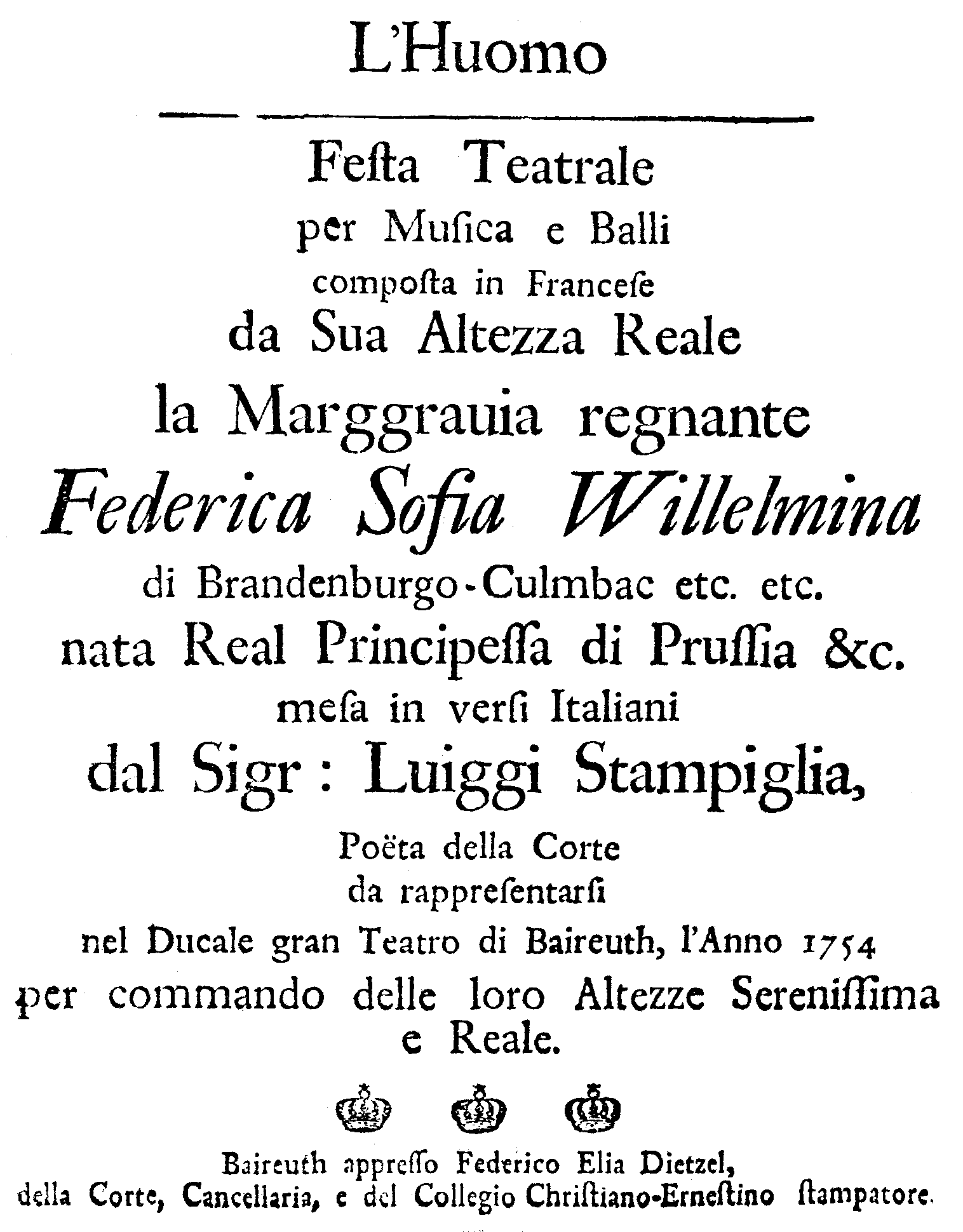
Titelblatt des Librettos

- 19. Juni: L’Huomo, eine Festa Teatrale mit Musik und Tanz nach der von Wilhelmine von Bayreuth geschaffenen französischen Operndichtung L’Homme, wird anlässlich des Besuches von Wilhelmines Bruder Friedrich dem Großen am Markgräflichen Opernhaus Bayreuth in der italienischen Vertonung des Münchener Vizekapellmeisters Andrea Bernasconi uraufgeführt. Baldassare Galuppi und Johann Adolf Hasse haben Arien zu dem Werk beigesteuert. Die Bühnenbilder stammen von Carlo Galli da Bibiena.
- 24. September: Le cinesi, eine Opera buffa in einem Akt von Christoph Willibald Gluck auf das Libretto von Pietro Metastasio wird im Rahmen eines von Joseph Friedrich von Sachsen-Hildburghausen zu Ehren der Kaiserin Maria Theresia gegebenen mehrtägigen Festes auf sein Landgut Schloss Hof uraufgeführt.
- 23. Oktober: Die Uraufführung der ersten Variante der Oper Anacréon von Jean-Philippe Rameau auf ein Libretto von Louis de Cahusac findet in Fontainebleau statt.
- Das Libretto Il ciclope von Pietro Metastasio wird im privaten Rahmen am Wiener Hof uraufgeführt. Der Komponist der ersten Vertonung ist nicht bekannt.

##### Sonstiges

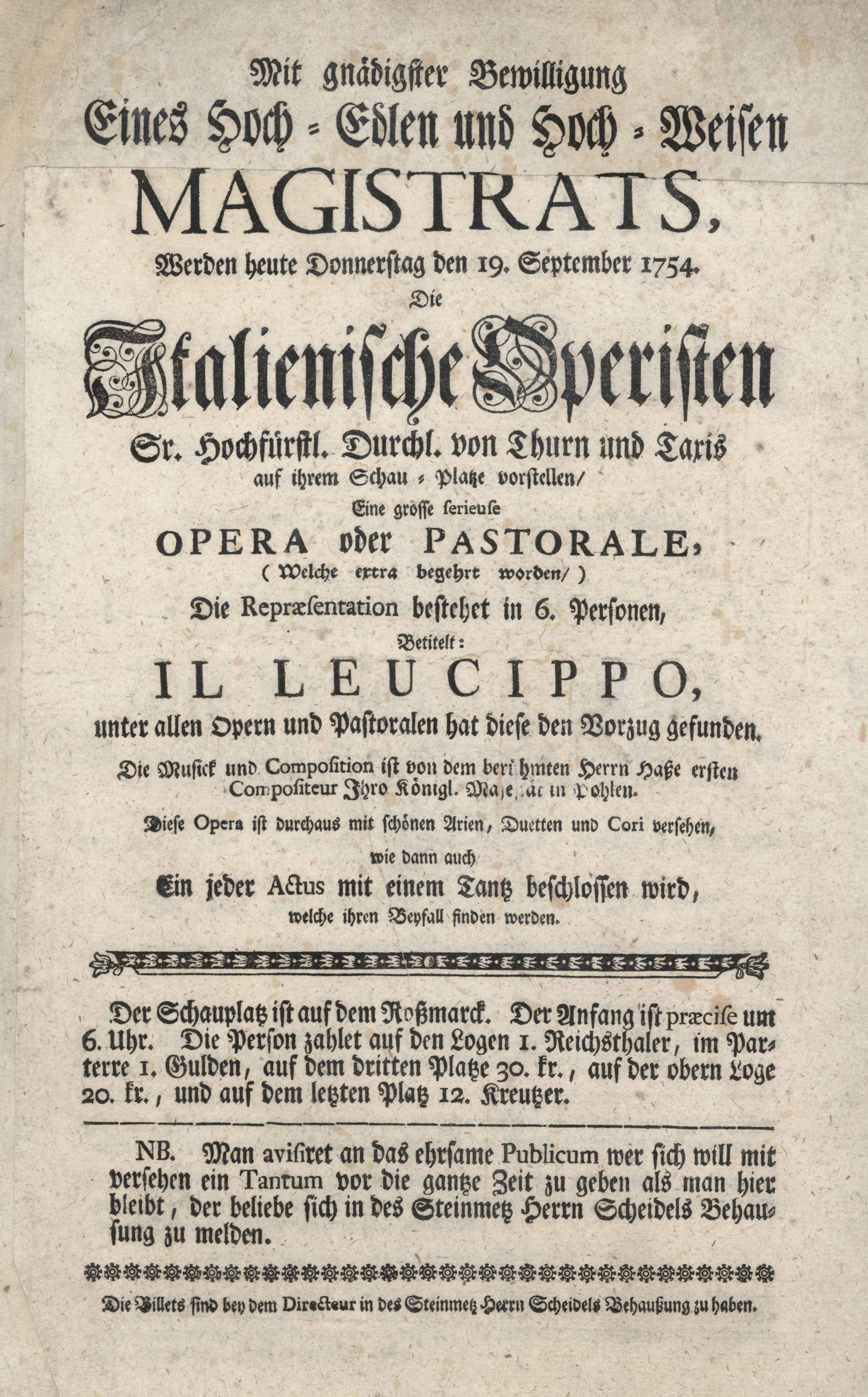
Il Leucippo, Oper von J.A. Hasse, Aufführung am 19. September 1754 auf dem Frankfurter Roßmarkt durch die Thurn und Taxissche Operntruppe des Girolamo Bon

- Anfang Herbst: Die Wanderoper Girolamo Bon gastiert auf Einladung der Fürsten von Thurn und Taxis bis 1755 am Roßmarkt in Frankfurt am Main und bringt die große und serieuse Opera oder Pastorale Il Leucippo von Johann Adolf Hasse zur Aufführung.
- Friedrich Wilhelm Marpurg veröffentlicht den zweiten Teil seines musiktheoretischen Lehrbuchs Abhandlung von der Fuge.

### Gesellschaft
- Im Russischen Kaiserreich werden erstmals Straffällige in eine Strafkolonie nach Sibirien deportiert.
- Moses Mendelsohn trifft erstmals Gotthold Ephraim Lessing.

### Religion
- 26. Juni: Papst Benedikt XIV. veröffentlicht die Enzyklika Cum religiosi aeque. Mit diesem apostolischen Schreiben wendet er sich an die Erzbischöfe, Bischöfe und Priester in Italien und ermahnt sie, die pastorale Arbeit zu intensivieren und die Ausbreitung der christlichen Lehre voranzutreiben.
- 1. August: Die päpstliche Enzyklika Quod provinciale ist an die Bischöfe und Missionare der Kirchenprovinz Albanien gerichtet. Mit diesem apostolischen Schreiben, das den Untertitel Über den Gebrauch mohammedanischer Namen für Christen trägt, warnt Benedikt XIV. erneut in deutlicher Weise davor und ordnet explizit an, dass keinem Katholiken ein muslimischer Name gegeben werde.

### Sport
- 14. Mai: The Royal and Ancient Golf Club of St Andrews wird gegründet.

## Historische Karten und Ansichten

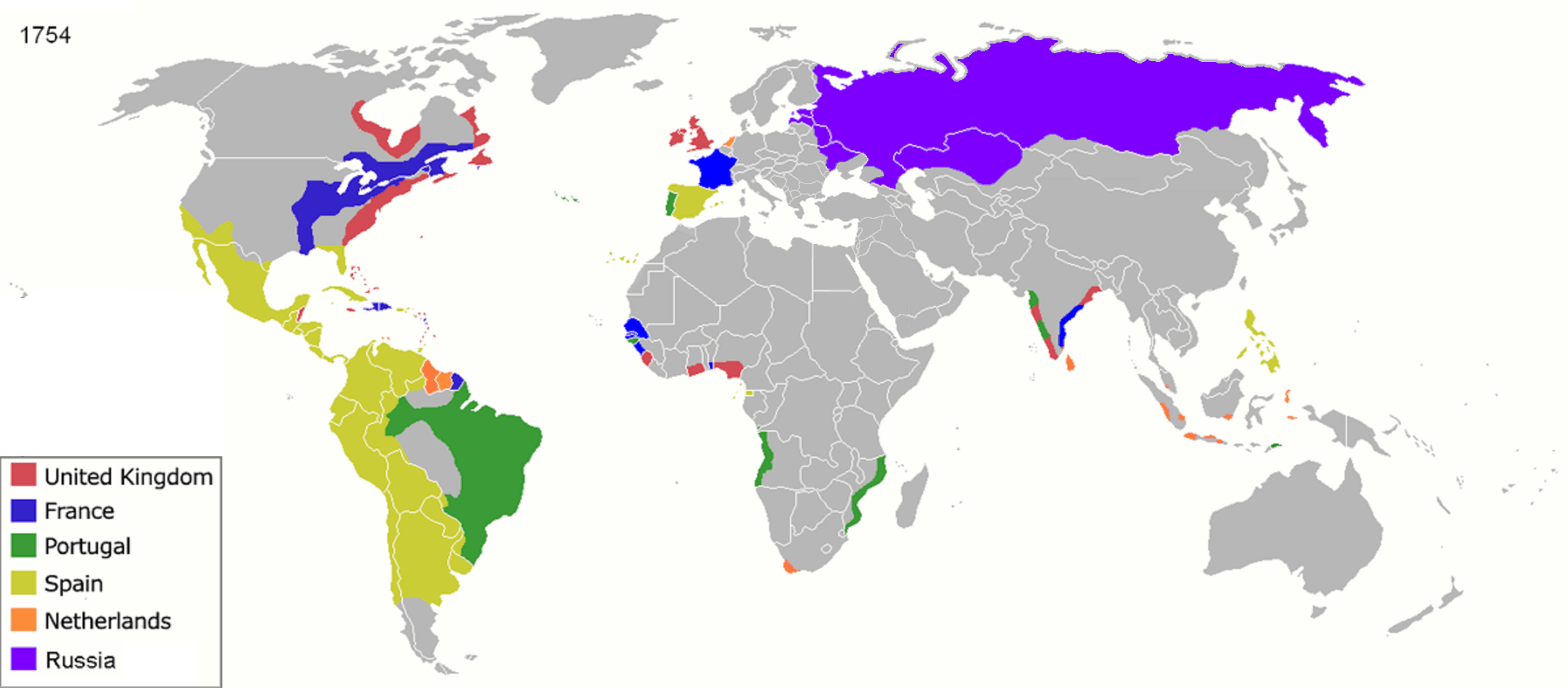
Kolonisierung der Welt durch Europa 1754

## Geboren

### Erstes Quartal
- 02. Januar: Jean Noël Hallé, französischer Arzt, Hygieniker und Epidemiologe († 1822)
- 03. Januar: Daniel Rogers, US-amerikanischer Politiker, Gouverneur von Delaware († 1806)
- 04. Januar: Carl Gustav Ludwig von Moltke, deutscher Gutsherr, Oberjägermeister und Kammerherr († 1838)
- 07. Januar: Anna Ruysch, niederländische Malerin († 1666)
- 15. Januar: Jacques Pierre Brissot, französischer Revolutionär und einer der Führer der Girondisten († 1793)
- 15. Januar: Friedrich Gedike, deutscher Pädagoge und Bildungspolitiker († 1803)
- 17. Januar: Jacob Heinrich Ludwig von Arnim-Suckow, preußischer Landrat und Gutsbesitzer († 1804)
- 21. Januar: Johann Kaspar Riesbeck, in der Schweiz tätiger deutscher Schriftsteller († 1786)
- 30. Januar: John Lansing, Delegierter für Maryland im Kontinentalkongress († 1829)

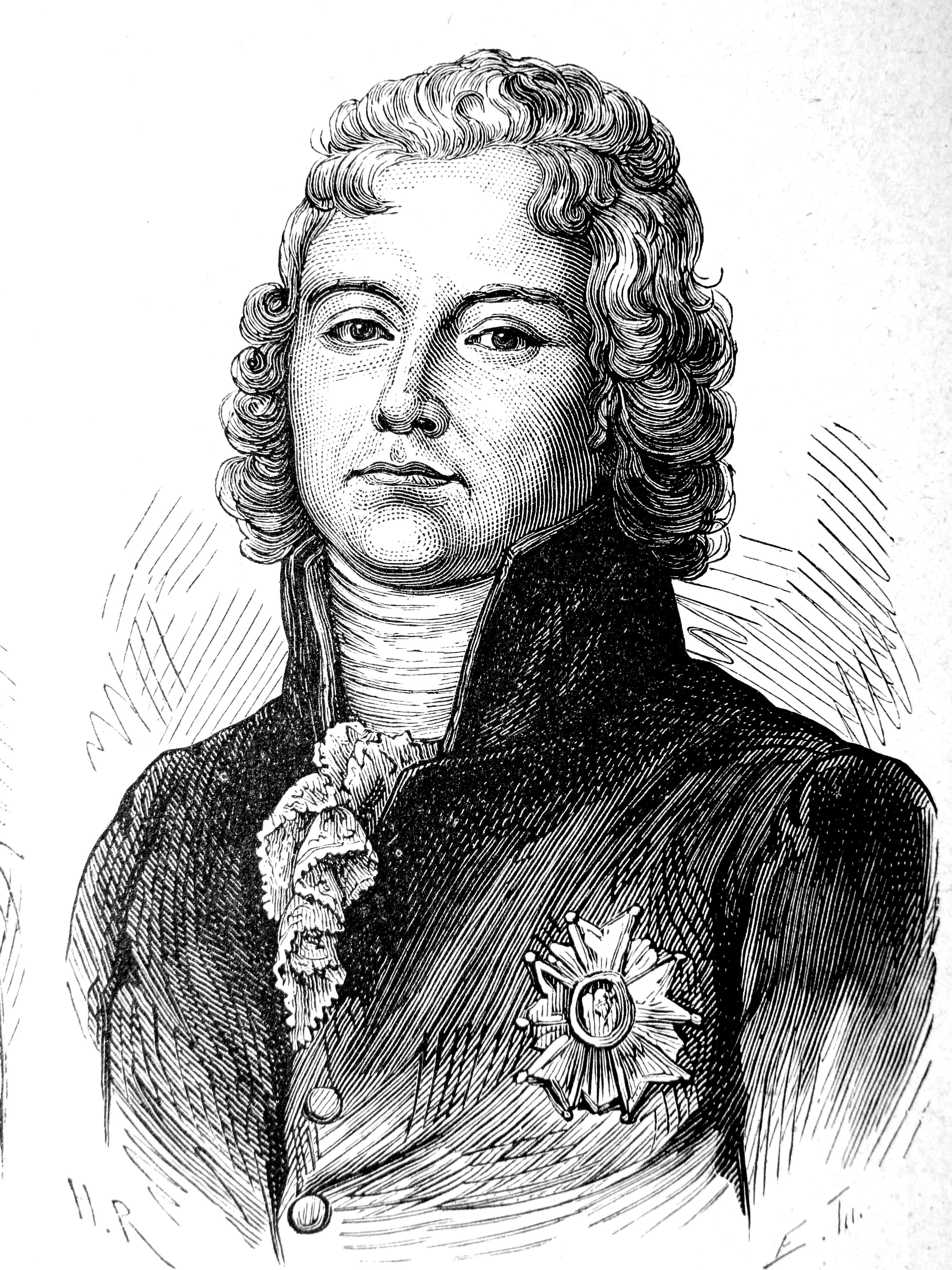
Talleyrand als junger Mann

- 02. Februar: Charles-Maurice de Talleyrand-Périgord, französischer Staatsmann und Diplomat, Fürst von Benevent und Herzog von Dino († 1838)
- 03. Februar: Juan Ruiz de Apodaca, spanischer Offizier, Gouverneur von Kuba und Vizekönig von Neuspanien († 1835)
- 06. Februar: August Nordenskiöld, schwedischer Alchemist und Berghauptmann († 1792)
- 08. Februar: Isaac Tichenor, US-amerikanischer Jurist und Politiker, Gouverneur der Republic of Vermont, Richter am Vermont Supreme Court († 1838)
- 17. Februar: Nicolas Baudin, französischer Forschungsreisender († 1803)
- 19. Februar: Étienne Charles de Damas, französischer Chevalier, später Herzog von Damas-Crux († 1846)
- 19. Februar: Vincenzo Monti, italienischer Schriftsteller († 1828)
- 20. Februar: Stephen R. Bradley, Vermonter/US-amerikanischer Politiker († 1830)
- 23. Februar: Johann David August von Apell, deutscher Komponist, Schriftsteller, Theaterdirektor und geheimer Kammerrat († 1832)
- 24. Februar: Johann Jakob von Wittgenstein, deutscher Jurist, Kaufmann, Bankier und Politiker († 1823)
- 26. Februar: Gebhard Anton von Krosigk, deutscher Beamter und Gutsbesitzer († 1840)
- 28. Februar: Gheorghe Șincai, siebenbürgischer Theologe, Historiker und Romanist († 1816)
- 04. März: August von Einsiedel, deutscher Philosoph, Naturforscher und Afrikareisender († 1837)
- 04. März: Dieudonné-Pascal Pieltain, genannt der Ältere, belgischer Komponist und Violinist († 1833)
- 06. März: Josepha Duschek, böhmische Sängerin, Pianistin und Komponistin († 1824)
- 17. März: Jeanne-Marie Roland de la Platière, französische Revolutionärin († 1793)
- 21. März: Christian Ludwig Schübler, Bürgermeister von Heilbronn († 1820)
- 23. März: Jurij Vega, slowenischer Mathematiker in Diensten der kaiserlichen Armee († 1802)
- 24. März: Joel Barlow, nordamerikanischer Dichter, Staatsmann und politischer Schriftsteller († 1812)
- 24. März: Hans Jakob Gonzenbach, Schweizer Politiker († 1815)
- 29. März: Adam Joseph Onymus, deutscher katholischer Geistlicher und Hochschullehrer († 1836)
- 30. März: Auguste Pidou, Schweizer Politiker († 1821)
- 30. März: Jean-François Pilâtre de Rozier, französischer Physiker und Luftfahrtpionier († 1785)
- 31. März: Karl Gottlob Hausius, deutscher evangelischer Geistlicher und Schriftsteller († 1825)

### Zweites Quartal
- 01. April: Ewald Georg von Massow, preußischer Staatsminister und Oberlandeshauptmann für Schlesien († 1820)
- 06. April: Frédéric-César de La Harpe, Schweizer Politiker († 1838)
- 09. April: Antonín František Bečvařovský, böhmischer Organist, Pianist und Komponist († 1823)
- 14. April: Nikolai Petrowitsch Rumjanzew, russischer Gelehrter und Staatsmann († 1826)
- 17. April: Nikolai Semjonowitsch Mordwinow, russischer Admiral und Politiker († 1845)
- 20. April: Peter Carl Wilhelm von Hohenthal, deutscher Jurist und sächsischer Minister († 1825)
- 22. April: José Antonio Pavón y Jiménez, spanischer Botaniker († 1844)
- 01. Mai: Johann Caspar Häfeli, Schweizer reformierter Theologe († 1811)
- 01. Mai: Bernhard Heinrich Overberg, deutscher katholischer Theologe und Pädagoge († 1826)
- 07. Mai: Joseph Joubert, französischer Moralist und Essayist († 1824)
- 10. Mai: Asmus Carstens, deutscher Maler des Klassizismus († 1798)
- 10. Mai: John Sinclair, schottischer Ökonom und Politiker († 1835)
- 11. Mai: Johann David Beil, deutscher Schauspieler und Bühnendichter († 1794)
- 12. Mai: Franz Anton Hoffmeister, deutscher Komponist und Musikverleger († 1812)
- 13. Mai: Jacob Haafner, deutsch-niederländischer Reiseschriftsteller († 1809)
- 13. Mai: Johann Nepomuk Hermann Nast, in Paris tätiger Porzellanhersteller († 1817)
- 20. Mai: Elisa von der Recke, deutschbaltische Dichterin und Schriftstellerin († 1833)
- 23. Mai: Andrea Appiani, Mailänder Maler († 1817)
- 24. Mai: Giacomo Conti, italienischer Violinist und Komponist († 1805)
- 31. Mai: Catherine-Dominique de Pérignon, französischer Revolutionsgeneral, Marschall und Pair von Frankreich († 1818)

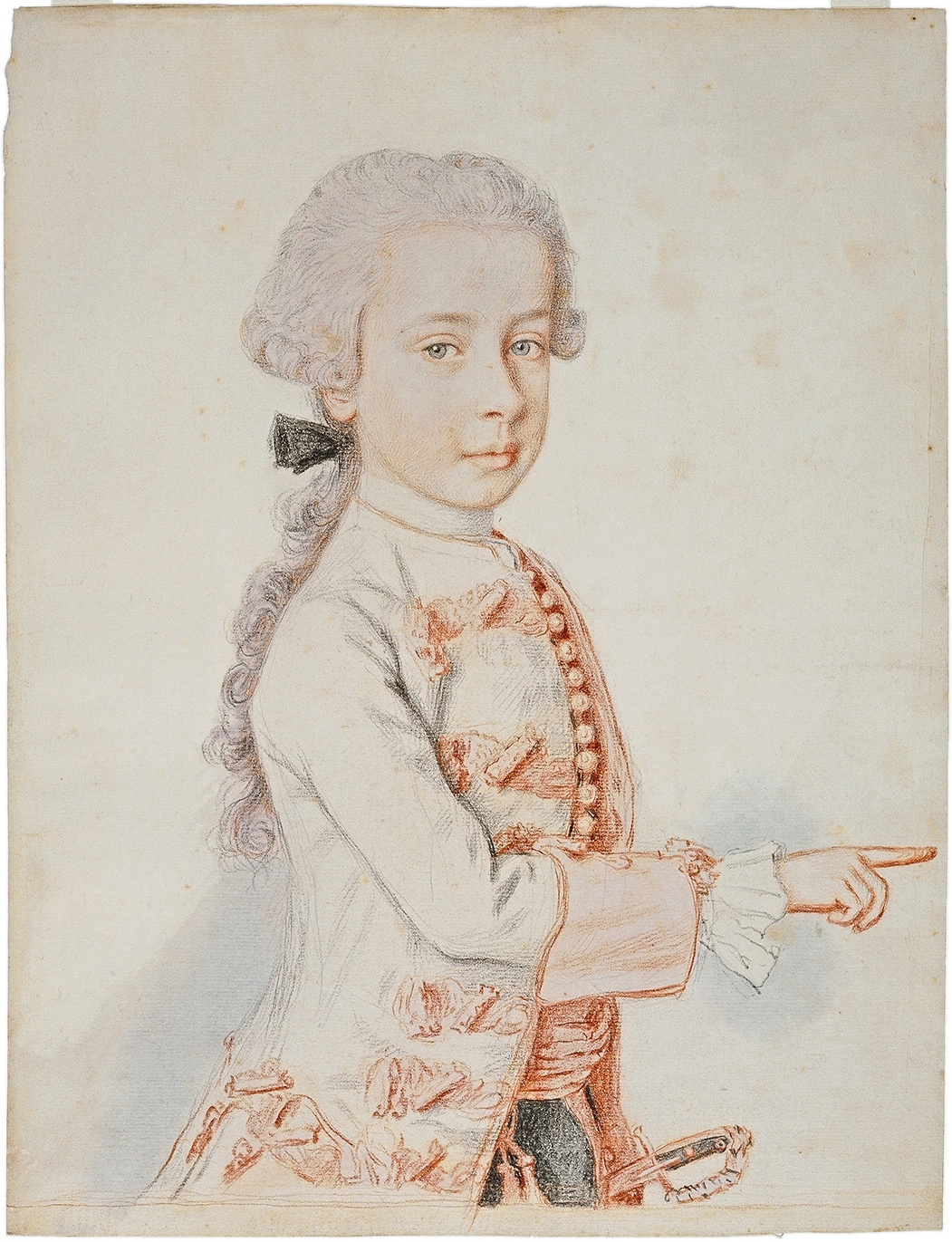
Erzherzog Ferdinand Karl 1762

- 01. Juni: Ferdinand Karl von Österreich-Este, Erzherzog von Österreich und Generalgouverneur der Lombardei († 1806)
- 07. Juni: Maria Ernestine Esterházy Starhemberg, ungarisch-österreichische Adelige († 1813)
- 11. Juni: Anton Anreith, deutscher Bildhauer († 1822)
- 12. Juni: Isaac René Guy Le Chapelier, französischer Politiker († 1794)
- 13. Juni: Franz Xaver von Zach, deutsch-österreichischer Astronom, Geodät, Mathematiker, Wissenschaftshistoriker und Offizier († 1832)
- 17. Juni: Sophie Schwarz, deutsch-baltische Schriftstellerin († 1789)
- 18. Juni: Anna Maria Lenngren, schwedische Schriftstellerin († 1817)
- 18. Juni: Wilhelm von Zweybrücken, Offizier in französischen und bayrischen Diensten († 1807)
- 19. Juni: Jean-Baptiste Meusnier de la Place, französischer Mathematiker und General († 1793)
- 20. Juni: Amalie von Hessen-Darmstadt, Erbprinzessin von Baden († 1832)
- 20. Juni: Julius Georg Paul du Roi, deutscher Jurist und Direktor der braunschweigischen Armenanstalt († 1825)
- 21. Juni: Caroline Louise von Klencke, preußische Dichterin († 1802)
- 28. Juni: Claude François de Malet, französischer General († 1812)

### Drittes Quartal
- 05. Juli: Henriette von Oberkirch, elsässische Adelige († 1803)
- 08. Juli: Johann Daniel Tewaag, deutscher evangelischer Geistlicher, Rektor und Autor († 1823)
- 08. Juli: Franz Troglauer, bayerischer Räuberhauptmann und Wilderer in der Oberpfalz und Franken († 1801)
- 11. Juli: Thomas Bowdler, englischer Arzt und Herausgeber einer zensurierten Shakespeare-Ausgabe († 1825)
- 12. Juli: Alois von Beckh-Widmanstätten, österreichischer Drucker und Naturwissenschaftler († 1849)
- 13. Juli: Johann August von Veltheim, deutscher Offizier in britischen Diensten († 1829)
- 16. Juli: Simon de Sandol-Roy, Schweizer Offizier in fremden Diensten und niederländischer Generalmajor († 1831)
- 20. Juli: Bernhard Christoph d’Arien, deutscher Dramatiker und Librettist († 1793)
- 20. Juli: Antoine Louis Claude Destutt de Tracy, französischer Philosoph und Politiker († 1836)
- 31. Juli: Johann Jakob Atzel, deutscher Architekt († 1816)
- 31. Juli: Karl Friedrich Wilhelm Herrosee, deutscher Kirchenlieddichter († 1821)
- 31. Juli: Bon-Adrien-Jeannot de Moncey, französischer General und Marschall von Frankreich († 1842)
- 02. August: Pierre L’Enfant, französischer Künstler und Wissenschaftler, Stadtplaner von Washington, D.C. († 1825)
- 08. August: Hipólito Ruiz López, spanischer Botaniker († 1815)
- 08. August: Luigi Marchesi, italienischer Opernsänger und Kastrat († 1829)
- 17. August: Louis-Marie Stanislas Fréron, französischer Politiker († 1802)
- 18. August: François de Chasseloup-Laubat, französischer Général de brigade, Festungsbauer und Ingenieur († 1833)
- 21. August: William Murdoch, schottischer Erfinder († 1839)
- 21. August: Banastre Tarleton, britischer Offizier († 1833)
- 22. August: Augustin Keller, Schweizer Militär († nach 1799)

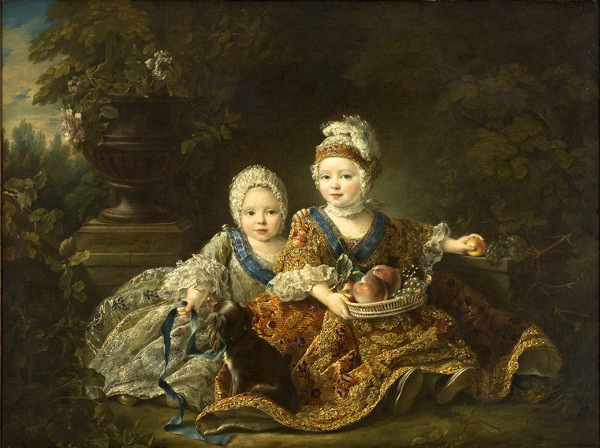
Der Herzog von Berry (d. h. der spätere Ludwig XVI.) im Alter von drei Jahren mit seinem jüngeren Bruder, dem Grafen der Provence

- 23. August: Ludwig XVI., König von Frankreich und Navarra († 1793)
- 28. August: Sigmund Christoph von Waldburg zu Zeil und Trauchburg, Fürstbischof von Chiemsee und Administrator von Salzburg († 1814)
- 01. September: August Hermann Niemeyer, deutscher Theologe, Pädagoge, Librettist, Lyriker, Reiseschriftsteller, evangelischer Kirchenlieddichter und preußischer Bildungspolitiker († 1828)
- 06. September: Jacob Christoph Rudolph Eckermann, deutscher evangelischer Theologe und Hochschullehrer († 1837)
- 09. September: William Bligh, britischer Seeoffizier und Gouverneur von New South Wales († 1817)
- 09. September: Johann Karl Gottlob von Nostitz-Jänkendorf, deutscher Gutsbesitzer († 1840)
- 13. September: Heinrich Ernst Güte, deutscher evangelischer Theologe und Pfarrer († 1805)
- 18. September: Peter Joseph Glutz-Rüchti, Schweizer Politiker († 1835)
- 19. September: Johann Christoph Bathe, deutscher Rechtswissenschaftler († 1818)
- 19. September: Louis Claude Marie Richard, französischer Botaniker († 1821)
- 23. September: Johann Joachim Bellermann, deutscher Theologe und Semitist († 1842)
- 23. September: Anna Barbara von Stetten, deutsche Wohltäterin und Stifterin († 1805)
- 24. September: Friedrich Johann Jakob Bartruff, deutscher Militärkartograph und Offizier († 1833)
- 26. September: Joseph Louis Proust, französischer Chemiker († 1826)
- 29. September: Giuseppe Antonio Mainoni, französischer General († 1807)
- 29. September: Theodor Gotthold Thienemann, deutscher lutherischer Theologe († 1827)

### Viertes Quartal

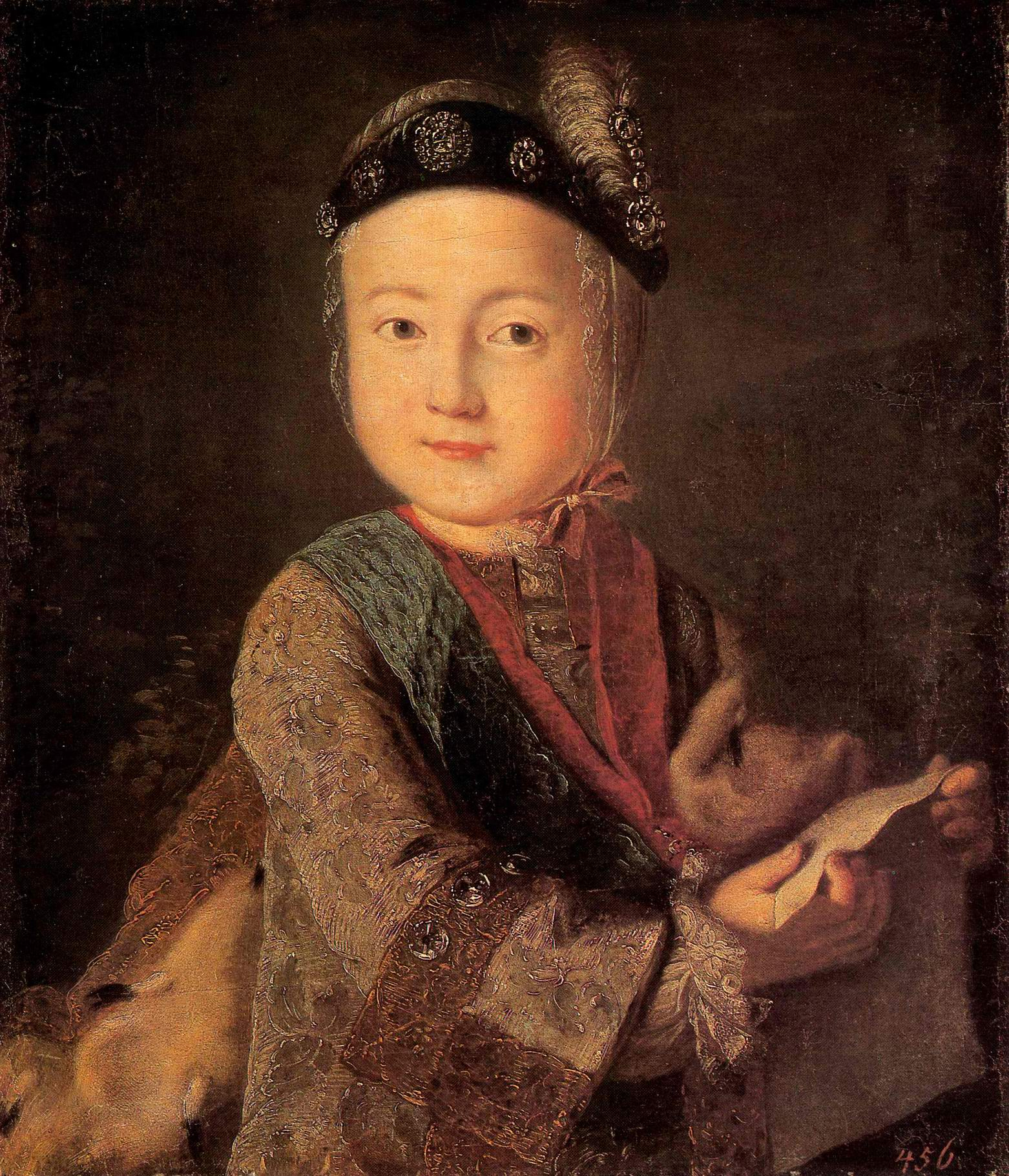
Paul I. als Kind

- 01. Oktober: François Callinet, französischer Orgelbauer († 1820)
- 01. Oktober: Paul I., Herzog von Holstein-Gottorf, Kaiser von Russland und Großmeister des Malteserordens († 1801)
- 02. Oktober: Louis-Gabriel-Ambroise de Bonald, französischer Staatsmann und Philosoph († 1840)
- 07. Oktober: Maurus Feyerabend, deutscher katholischer Geistlicher († 1818)
- 08. Oktober: François-Dominique Mosselman, Brüsseler Privatbankier und Industrieller († 1840)
- 17. Oktober: Jean-Baptiste Regnault, französischer Maler († 1829)
- 20. Oktober: James Hillhouse, US-amerikanischer Politiker († 1832)
- 22. Oktober: Matthias Ogden, Offizier der Kontinentalarmee während des Amerikanischen Unabhängigkeitskrieges († 1791)
- 25. Oktober: Bartolomeo Gerolamo Gradenigo, italienischer Politiker, Bürgermeister von Venedig († 1828)
- 25. Oktober: Richard Howell, US-amerikanischer Politiker, Gouverneur von New Jersey († 1802)
- 29. Oktober: Franz I., Graf von Erbach († 1823)
- 30. Oktober: Philippe-Antoine Merlin, französischer Politiker († 1838)
- 02. November: Gaspard de Bernard de Marigny, Anführer der Aufständischen während des Vendée-Aufstands († 1794)
- 02. November: Franz de Paula Zaglauer von Zahlheim, Mörder und letzter Geräderter in Österreich  († 1786)
- 05. November: Alessandro Malaspina di Mulazzo, italienischer Adliger und Seefahrer in spanischen Diensten († 1810)
- 06. November: Léonard Bourdon, französischer Politiker († 1807)

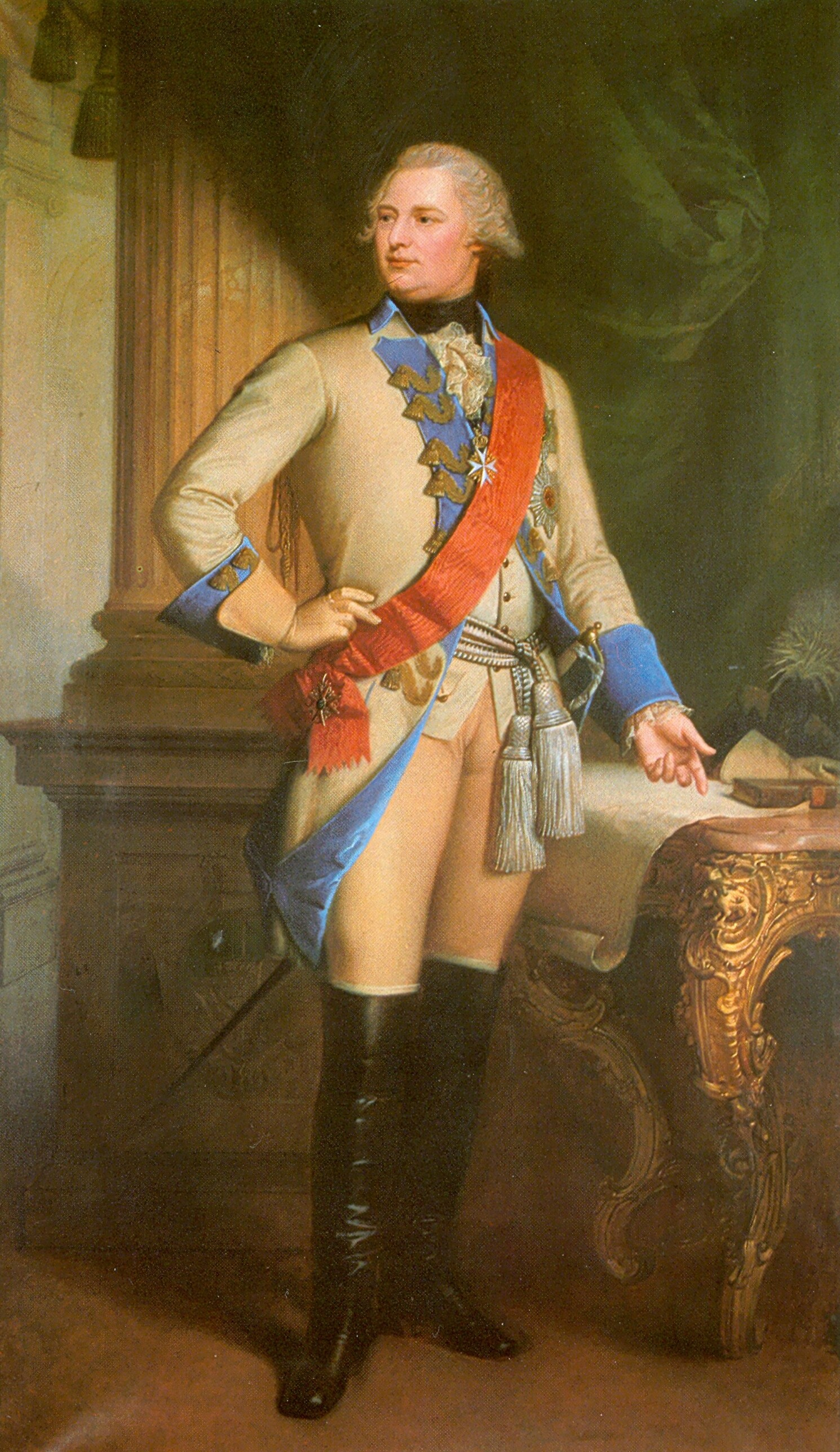
Jugendbildnis Friedrichs von Württemberg

- 06. November: Friedrich I., König von Württemberg († 1816)
- 08. November: Martin Johann Wikosch, österreichischer Pädagoge († 1826)
- 09. November: Pierre Philippeaux, französischer Jurist und Politiker († 1794)
- 16. November: Johanna Sacco, österreichische Schauspielerin und Tänzerin († 1802)
- 18. November: Helene Charlotte von Friedland, brandenburgische Adlige und Gutsherrin († 1803)
- 19. November: Karl, Herzog von Sachsen-Meiningen († 1782)
- 20. November: Johann Christoph Gubitz, deutscher typografischer Künstler, Schriftsetzer und Stempelschneider († 1826)
- 23. November: Abraham Baldwin, Delegierter für Georgia im Kontinentalkongress († 1807)
- 23. November: Stanisław Poniatowski, polnischer General und Großkämmerer von Litauen († 1833)
- 25. November: Heinrich Sander, deutscher Lehrer und Schriftsteller († 1782)
- 27. November: Georg Forster, deutscher Naturforscher, Ethnologe, Reiseschriftsteller, Übersetzer, Journalist und Revolutionär († 1794)
- 30. November: André Boniface Louis Riquetti de Mirabeau, französischer Adeliger und Revolutionsgegner († 1792)
- 01. Dezember: Albrecht Wilhelm von Pannwitz, preußischer Landrat († 1825)
- 02. Dezember: Francisco Javier Venegas, spanischer Offizier, Kolonialverwalter und Vizekönig von Neuspanien († 1838)
- 04. Dezember: Friedrich Julius Heinrich von Soden, deutscher Schriftsteller, Theaterleiter, Publizist und Politiker († 1831)
- 08. Dezember: Michael Weber, deutscher evangelischer Theologe († 1833)
- 13. Dezember: Johann Anton Joachim von Arnim, preußischer Landrat und Gutsbesitzer († 1821)
- 15. Dezember: Usman dan Fodio, militärischer und religiöser Anführer der Qadiriyya-Tariqa, Gründer des Sokoto-Kalifats († 1817)
- 20. Dezember: Joseph Schubert, deutscher Violinist, Bratschist und Komponist († 1837)
- 23. Dezember: John Habersham, US-amerikanischer Politiker († 1799)
- 25. Dezember: Jean Baptiste Noël Bouchotte, französischer Politiker und General († 1840)
- 28. Dezember: William Austin, britischer Mediziner und Chirurg († 1793)

### Genaues Geburtsdatum unbekannt
- Christian von Aicholt, Kärntner Adeliger, Gouverneur von Innerösterreich († 1838)
- Herrmann Friedrich David Bauer, preußischer Jurist und Beamter († 1822)
- Johann Beck, deutscher Schauspieler und Bühnenautor
- John Jordan Crittenden Sen., US-amerikanischer Offizier und Politiker († 1806)
- Jean Noel Destréhan, US-amerikanischer Politiker und Pflanzer († 1823)
- Anna Vittoria Dolara, römische Ordensschwester und Miniaturmalerin († 1827)
- Peter Haas, deutscher Kupferstecher († nach 1804)
- Wade Hampton, US-amerikanischer Großgrundbesitzer, General und Politiker († 1835)
- Sofie Huber, deutsche Schauspielerin († nach 1783)
- Johann Christoph Kaffka, deutscher Komponist, Violinist und Opernsänger († 1815)
- Marie-Victoire Lemoine, französische Malerin († 1820)
- Francisco Montalvo y Ambulodi, spanischer Offizier und Kolonialverwalter, Vizekönig von Neugranada († 1822)
- Sebastian Solan Speth von Zwiefalten, österreichischer Feldmarschallleutnant († 1812)
- Tekle Haymanot II., Kaiser von Äthiopien († 1777)

## Gestorben

### Januar bis April
- 09. Januar: Johann Erhard Straßburger, deutscher Architekt des Barocks und Gothaischer Oberlandbaumeister (* 1675)
- 10. Januar: Edward Cave, englischer Drucker, Redaktor und Verleger (* 1691)
- 12. Januar: Georg Sigismund Green der Jüngere, deutscher evangelischer Theologe (* 1712)
- 20. Januar: Christian August, Herzog von Schleswig-Holstein-Sonderburg-Augustenburg (* 1696)
- 28. Januar: Ludvig Holberg, dänisch-norwegischer Dichter (* 1684)
- 000Januar: Francis Coventry, englischer Schriftsteller und Kleriker (* 1725)
- 02. Februar: Tilmann Joseph Godesberg, deutscher Priester und Offizial im Erzbistum Köln (* 1690)
- 05. Februar: Nicolaus Samuelis Cruquius, niederländischer Wasserbauingenieur und Kartograf (* 1678)
- 11. Februar: Carl Gustaf Bielke, schwedischer Militär und Politiker (* 1683)
- 21. Februar: Johann Jakob Schnell, deutscher Komponist, Hofmusikdirektor und Musikverleger (* 1687)
- 04. März: Leopold Philipp Karl Joseph, Herzog von Arenberg, Aarschot und Croÿ, kaiserlicher Feldmarschall (* 1690)
- 04. März: Otto Ernst Leopold von Limburg-Stirum, deutscher General (* 1684)
- 06. März: Henry Pelham, britischer Premierminister (* 1694)
- 11. März: Rabe Ludwig von Dalwigk, hessen-kasselischer Offizier und Gouverneur der Festung Ziegenhain (* 1683)
- 14. März: Pierre-Claude Nivelle de La Chaussée, französischer Dramatiker (* 1692)
- 22. März: Johann Heinrich Peters, deutscher Steinbildhauer (* 1697)
- 05. April: Archibald Hamilton, britischer Marineoffizier, Kolonialgouverneur und Politiker (* 1673)
- 05. April: Diamante Maria Scarabelli, italienische Opernsängerin (* 1675)
- 07. April: Johann Ludwig Schlosser, deutscher lutherischer Theologe und Hauptpastor von St. Katharinen (* 1702)
- 08. April: José de Carvajal y Lancaster, spanischer Ministerpräsident (* 1698)
- 09. April: Adam Friedrich Brand von Lindau, kursächsischer General (* 1681)
- 09. April: Freiherr Christian von Wolff, deutscher Universalgelehrter, Jurist, Mathematiker und Philosoph (* 1679)
- 15. April: Jacopo Riccati, venezianischer Mathematiker (* 1676)
- 27. April: Karoline von Fuchs-Mollard, Erzieherin und Obersthofmeisterin am kaiserlichen Hof in Wien (* 1675)
- 29. April: Giovanni Battista Piazzetta, venezianischer Maler und Radierer (* 1682)

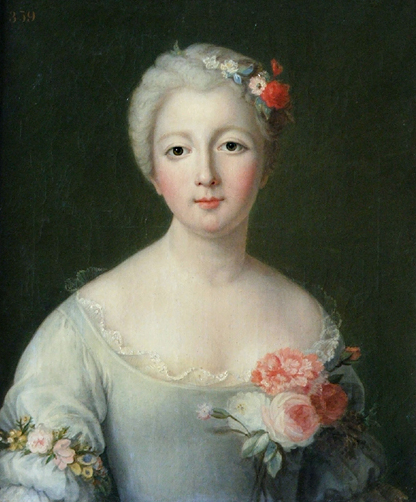
Maria Teresa Felicita d’Este, postumes Porträtgemälde von Rosalie Grossard

- 30. April: Maria Teresa Felicita d’Este, Herzogin von Penthièvre (* 1726)

### Mai bis August
- 02. Mai: Wenzel Chotek von Chotkow, österreichischer Statthalter im Königreich Böhmen (* 1674)
- 03. Mai: Joachim Daniel Jauch, deutscher Ingenieuroffizier, Architekt und Baumeister in Polen (* 1688)
- 10. Mai: Samuel Walther, deutscher Schriftsteller, Pädagoge und Historiker (* 1679)
- 14. Mai: Johann Wolfgang von Flüe, Schweizer Offizier und Politiker (* 1691)
- 14. Mai: Natale Ricci, italienischer Maler (* 1677)
- 23. Mai: Sophie Eleonore Walther, deutsche Schriftstellerin (* 1723)
- 07. Juni: Nicolai Eigtved, dänischer Hofbaumeister, Architekt und Innenarchitekt (* 1701)
- 09. Juni: Louis Caravaque, französischer Maler (* 1684)
- 12. Juni: Johann Friedrich Nolte, deutscher Pädagoge und Philologe (* 1694)
- 21. Juni: Johann Baptist Martinelli, österreichischer Baumeister und Architekt (* 1701)
- 22. Juni: Nicolas Siret, französischer Komponist, Organist und Cembalist (* 1663)
- 28. Juni: Martin Folkes, englischer Mathematiker und Numismatiker (* 1690)
- 04. Juli: Philippe Néricault Destouches, französischer Lustspieldichter (* 1680)
- 07. Juli: Charles-Nicolas Cochin der Ältere, französischer Zeichner, Radierer und Kupferstecher (* 1688)
- 21. Juli: Joseph Saint-Pierre, französischer Architekt (* um 1709)
- 05. August: James Gibbs, schottischer Architekt (* 1682)

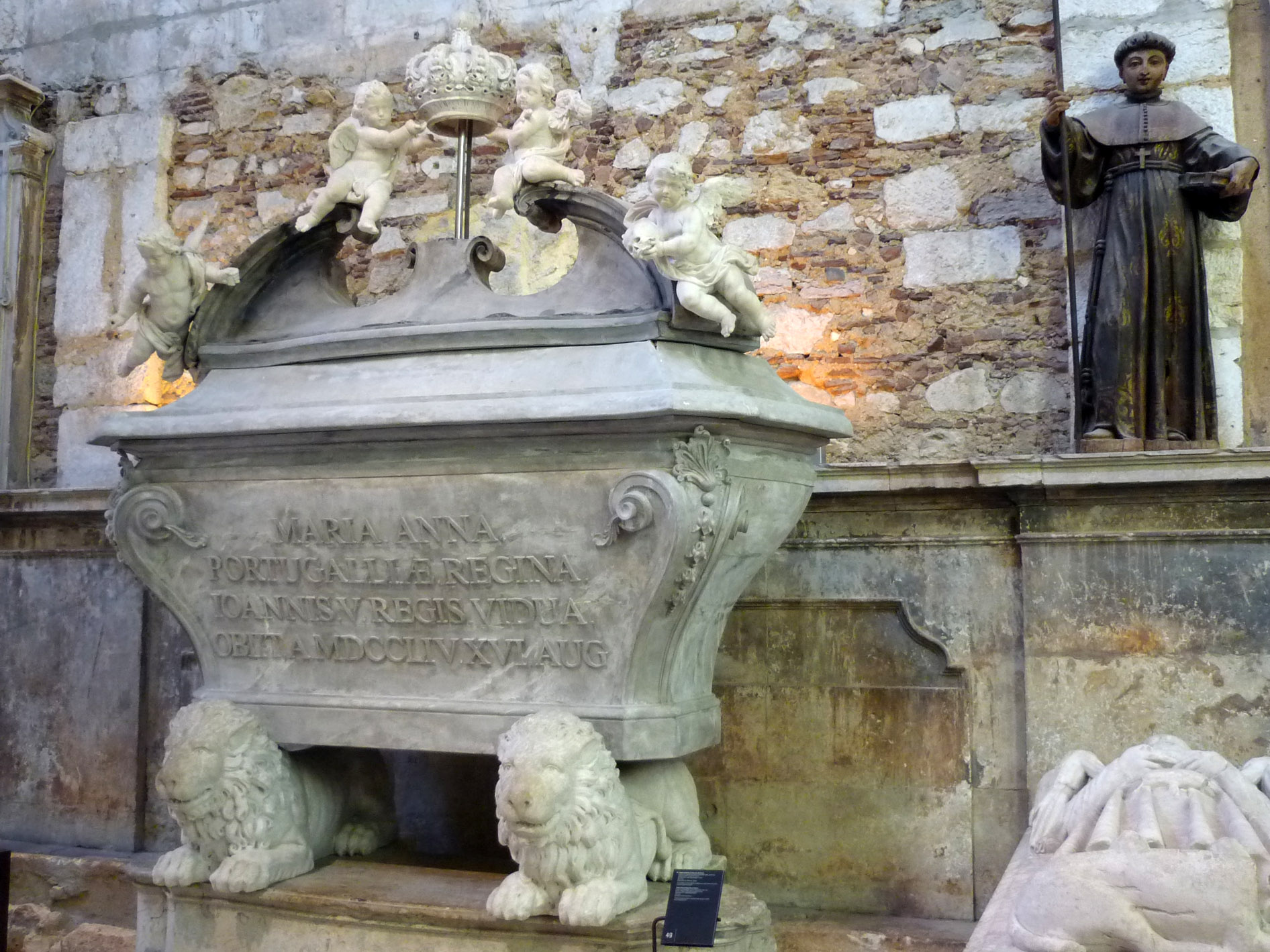
Grabmal Maria Annas von Österreich

- 14. August: Maria Anna von Österreich, österreichische Erzherzogin und Königin von Portugal (* 1683)
- 17. August: Hans Christoph Friedrich von Hacke, preußischer Generalleutnant und Stadtkommandant Berlins (* 1699)

### September bis Dezember
- 03. September: Giovanni Biagio Amico, sizilianischer Architekt (* 1684)
- 16. September: Joachim Beccau, deutscher Dichter und Opernlibrettist (* 1690)
- 18. September: Charles-Antoine Leclerc de La Bruère, französischer Dramen-Autor und Historiker (* 1714)
- 19. September: Johann Peter van Ghelen, österreichischer Buchdrucker und Buchhändler (* 1673)
- 22. September: Rudolf Franz Erwein von Schönborn, deutscher Politiker und Diplomat, außerdem Komponist (* 1677)
- 04. Oktober: Tanaghrisson, Anführer der irokesischen Seneca
- 05. Oktober: Safdarjung, nordindischer Provinzherrscher (* um 1708)
- 06. Oktober: Adam Falckenhagen, deutscher Komponist, Lautenist und Theorbist (* 1697)
- 08. Oktober: Henry Fielding, englischer Romanautor, Satiriker, Dramatiker, Journalist und Jurist (* 1707)
- 13. Oktober: Hark Olufs, deutscher Seefahrer und Autor (* 1708)
- 15. Oktober: Christian Ludwig von Löwenstern, deutscher Maler, Dichter und Komponist (* 1701)
- 28. Oktober: Friedrich von Hagedorn, deutscher Dichter (* 1708)
- Oktober: Johann Christian Hertel, deutscher Komponist, Violinist und Gambenvirtuose (* 1697 oder 1699)
- 12. November: Joseph Benedikt von Rost, römisch-katholischer Bischof des Bistums Chur (* 1696)
- 13. November: Adam Friedrich von Löwenfinck, deutscher Porzellan- und Fayencemaler (* 1714)
- 25. November: Johann Andreas von Franken-Siersdorf, preußischer Generalvikar in Köln (* 1696)

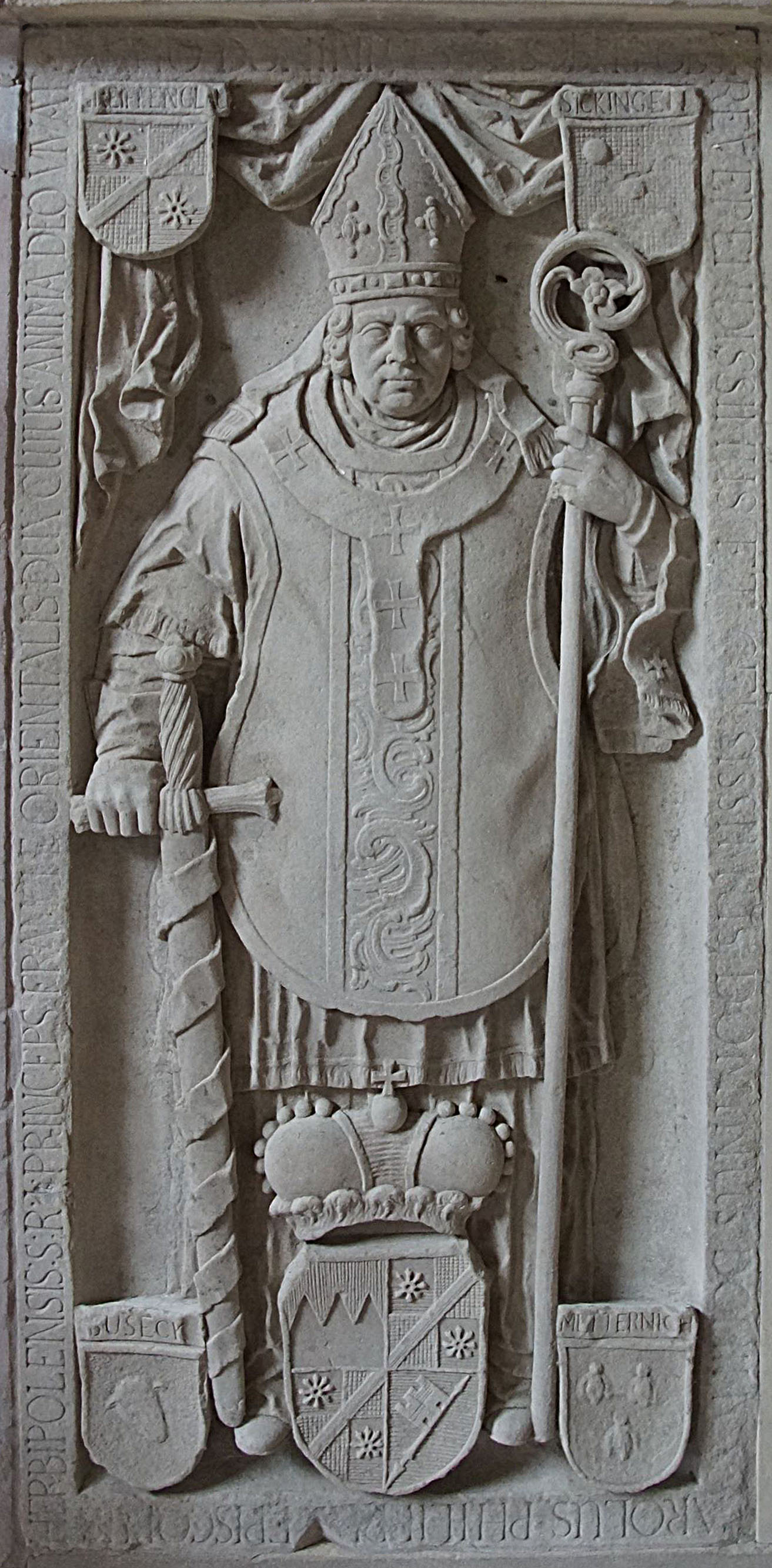
Grabplatte Karl Philipps in der Marienkirche der Würzburger Festung Marienberg

- 25. November: Karl Philipp von Greiffenclau zu Vollrads, Fürstbischof von Würzburg (* 1690)
- 27. November: Abraham de Moivre, französischer Mathematiker (* 1667)
- 01. Dezember: Jean Joseph Vinache, französischer Bildhauer (* 1696)
- 03. Dezember: Karl Emanuel von Wattenwyl, Schultheiss von Bern (* 1684)
- 12. Dezember: Wu Jingzi, chinesischer Schriftsteller (* 1701)
- 13. Dezember: Mahmud I., Sultan des Osmanischen Reichs (* 1696)
- 19. Dezember: Georg Anton Gumpp, österreichischer Baumeister (* 1682)
- 22. Dezember: Willem van Keppel, 2. Earl of Albemarle, britischer Politiker und Diplomat (* 1702)
- 22. Dezember: Jakob Oeckhl, österreichischer Baumeister (* 1670)
- 27. Dezember: Charles Craven, britischer Gouverneur der Province of South Carolina (* 1682)

### Genaues Todesdatum unbekannt
- Albrecht Siegmund Friedrich von Barfus, preußischer Landrat (* 1710)
- François Boch, lothringischer Eisengießer und Gründer einer Porzellanmanufaktur (* 1700)
- David Casley, englischer Bibliograph (* um 1681/82)
- Nicola Conti, neapolitanischer Komponist (* um 1710)
- John Jefferys, englischer Uhrmacher (* 1701)
- Gaetano Maria Schiassi, italienischer Komponist und Violinist (* 1698)
- Bartholomäus Seuter, Augsburger Goldarbeiter, Emailleur, Porzellan- und Fayencemaler und -händler, Seidenfärber, Kupferstecher und Verleger (* 1678)
- Václav Spourný, tschechischer Komponist